# Géant des Flandres
Le géant des Flandres (Oryctolagus cuniculus) est une race de lapin européen domestique d'origine belge (région des Flandres).

## Histoire

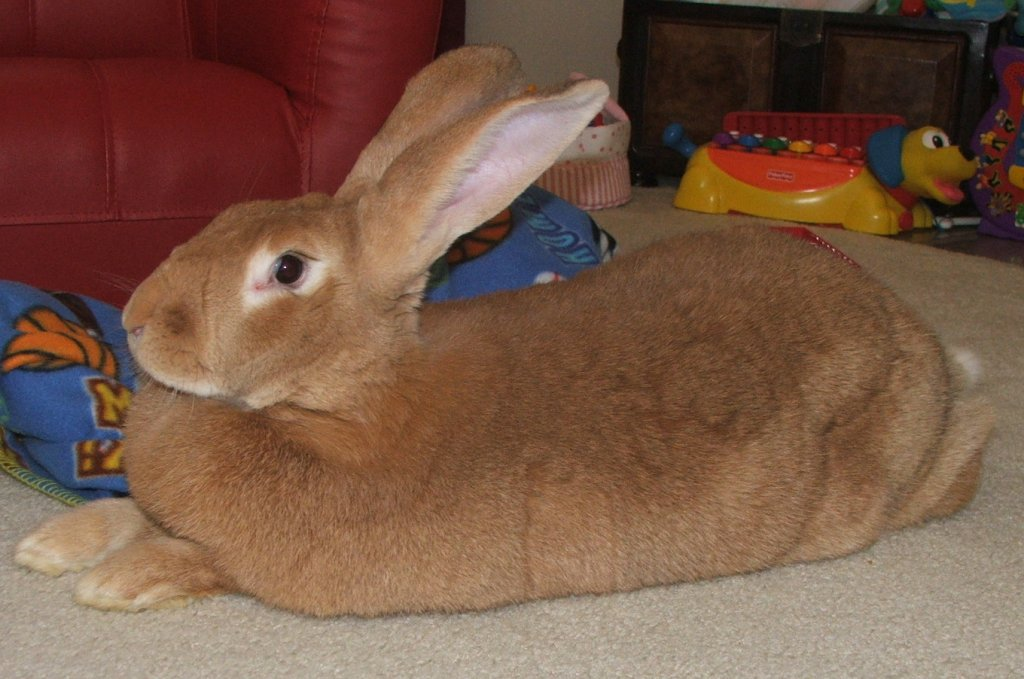
Géant des Flandres de 9 kg.

Au XIXe siècle, les opinions se sont passionnées pour savoir s'il venait d'Amérique, voire plus précisément de Patagonie, ou tout simplement d'Europe. 
Demusset, dans le Cours d'Agriculture de l'abbé Rozier (1809) signalait l'arrivée du lapin américain en Europe. C'était ce fameux lapin patagonien, dont certains ont voulu faire l'ancêtre du géant des Flandres. 
Quant à Darwin, dans son célèbre ouvrage De la variation des animaux et des plantes, il rapporte que selon Aldrovandi (1637), on élevait vers 1555, à Vérone des lapins quatre fois plus gros que les ordinaires d'après les dires de P. Valerianus. Le professeur Cornevin qui reprend cette assertion dans son Traité de zootechnie (1895), en conclut : « Cette race est sûrement d'origine européenne, car en 1555, le Nouveau Monde n'avait que très peu de lapins ». 
Eugène Meslay (1900) tranche en faveur de l'origine européenne, et plus précisément flamande, ce qui est l'opinion des auteurs anglais et bien entendu belges. Les spécialistes cunicoles belges font descendre le Géant des Flandres du Steenkonijn, un lapin agouti se rapprochant du garenne français, et Louis Van Der Snickt insistait dans ses écrits sur la tradition gantoise qui exploitait sur une grande échelle ce lapin depuis des années. Les faubourgs de Gand étaient en effet un berceau de la race. 
De nombreux amateurs avaient fondé des sociétés d'élevage, dont les noms : « Les Sans Peur », « Les Frères du Dimanche », « La Pucelle de Gand », les « Jeunes Commerçants », témoignent d'un climat passionné qui contribua à dynamiser cet élevage. Ces sociétés avaient des jours de réunion fixes auxquels tous les membres devaient assister sous peine d'amende. Elles organisaient des concours de poids, individuels et par groupe, et bien entendu des présentations qui devinrent plus tard des expositions.
Le standard gantois d'origine remonte à 1895. Il fut élaboré le 10 novembre lors d'un concours. De nombreuses expressions de ce standard figurent encore dans le standard belge actuel.
En France, la fédération française de cuniculiculture reconnut le standard le 10 décembre 1919, se référant au standard belge d'origine.
Pour conclure, le Géant de Flandres doit sa taille et son poids au fruit d'une pression sélective poussée, et contrairement à ce que certains ont affirmé, n'est pas le fruit d'une hybridation avec le mara.

## Apparence physique et comportement

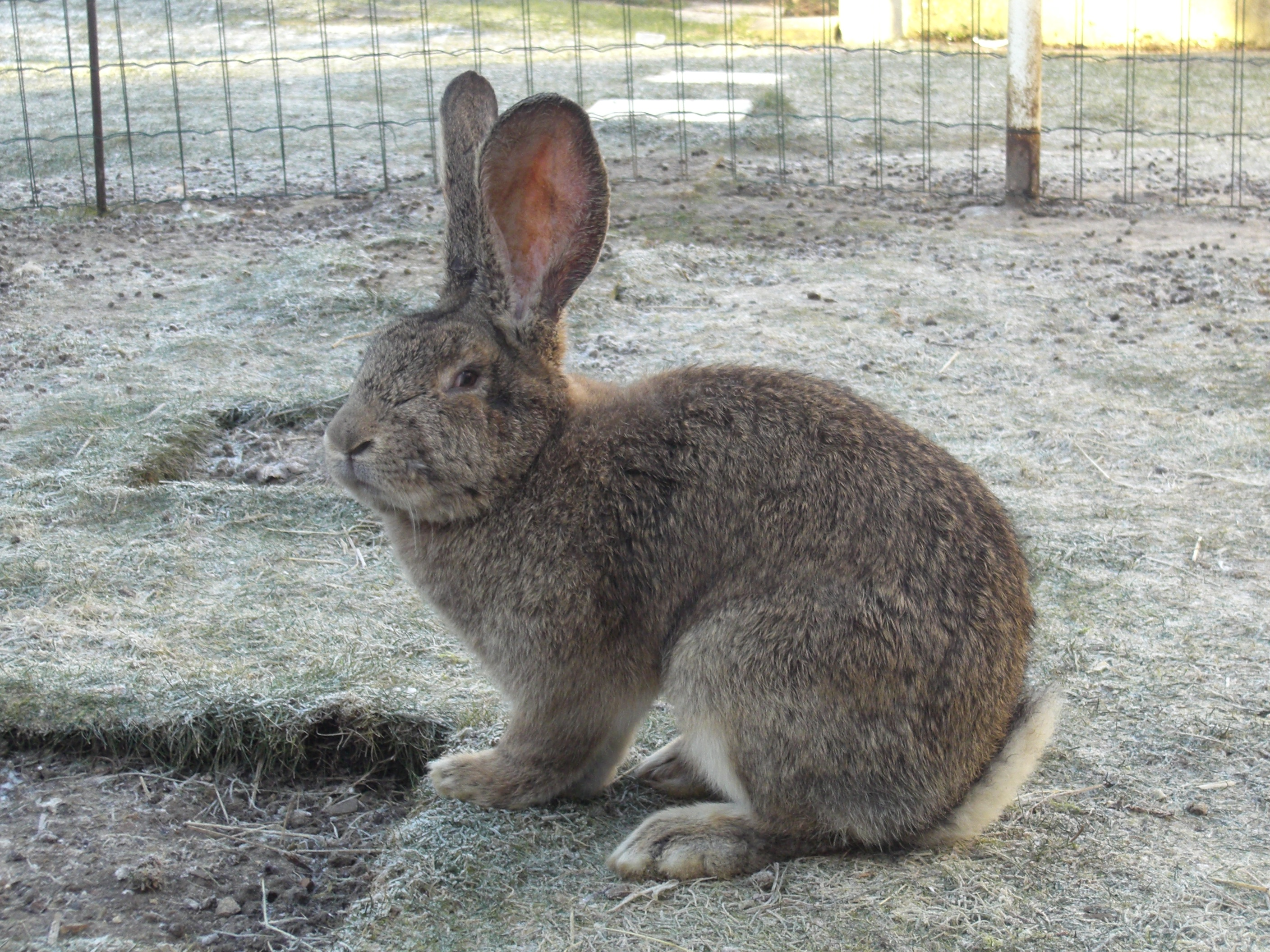
Lapin Géant des Flandres âgé de six mois.

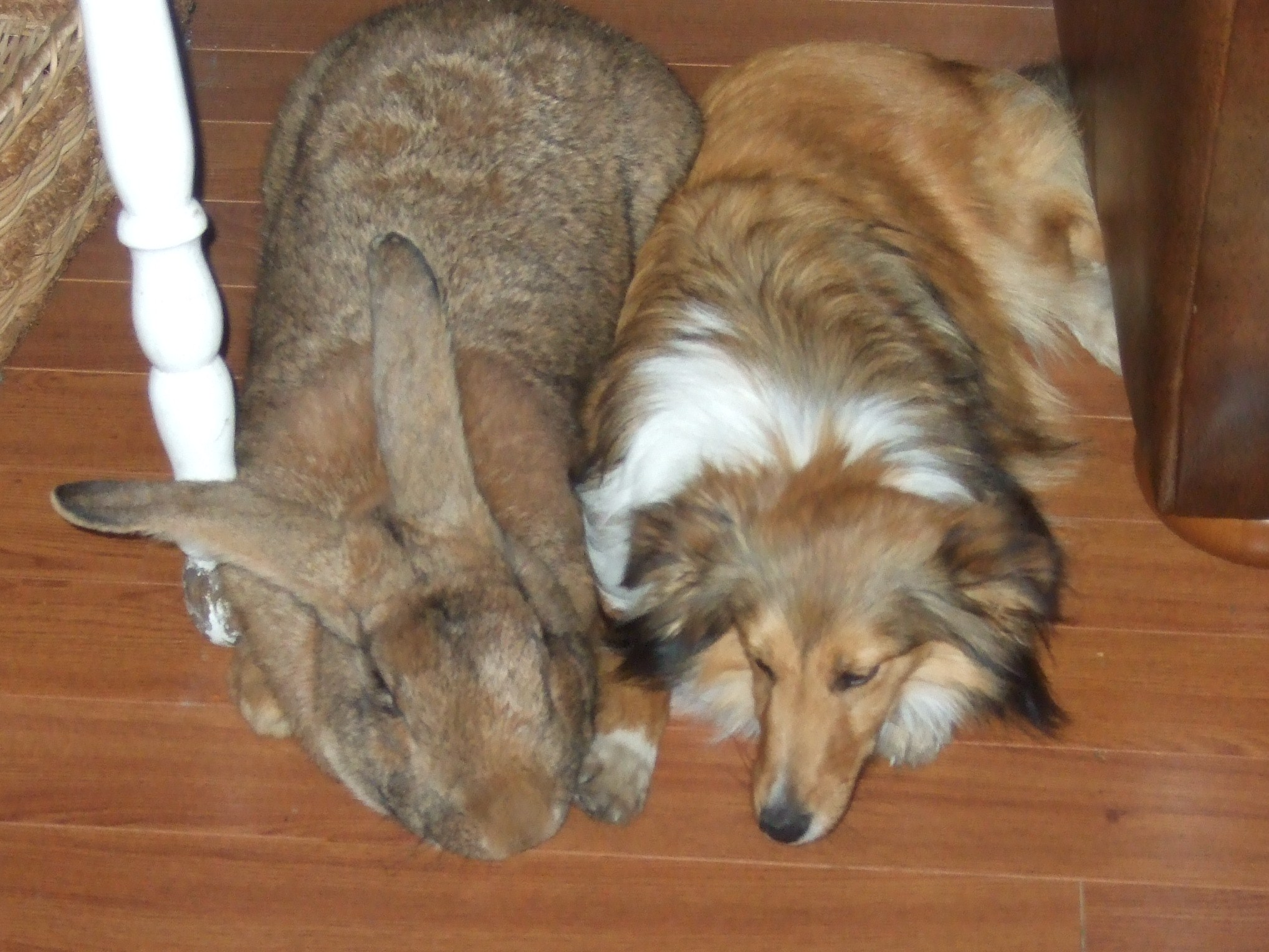
Lapin Géant des Flandres mâle à côté d'un chien de race Shetland.

Le géant des Flandres est un très grand lapin. Son poids peut atteindre 10 kg mais généralement compris entre 6,5 à 8 kg. Il a un grand corps, large et profond. Vu de dessus il a la forme d'un rectangle. Il a une puissante musculature avec des pattes fortes. Ses oreilles sont grandes, épaisses portées droites d'une longueur de 20 cm environ. Il existe en dix variétés de couleurs reconnues : gris garenne, gris lièvre, gris foncé, gris fer, noire, bleue, gris bleu, bleu-gris garenne, couleur lièvre et couleur jaune. Le standard français exige les caractéristiques suivantes :
- corps grand, long, large et profond. Vu de dessus forme d’un rectangle ;
- puissante musculature. Bonne adhérence de la peau ;
- pattes fortes ;
- oreilles grandes, épaisses, portées droites, de longueur comprises entre 19 et 20 cm.

Le lapin le plus long du monde est un spécimen de géant des Flandres nommé Darius qui mesurait 129 centimètres.
Les géants des Flandres sont connus pour avoir un tempérament calme, docile et détendu et ils peuvent tolérer la présence d'autres espèces.

## Élevage

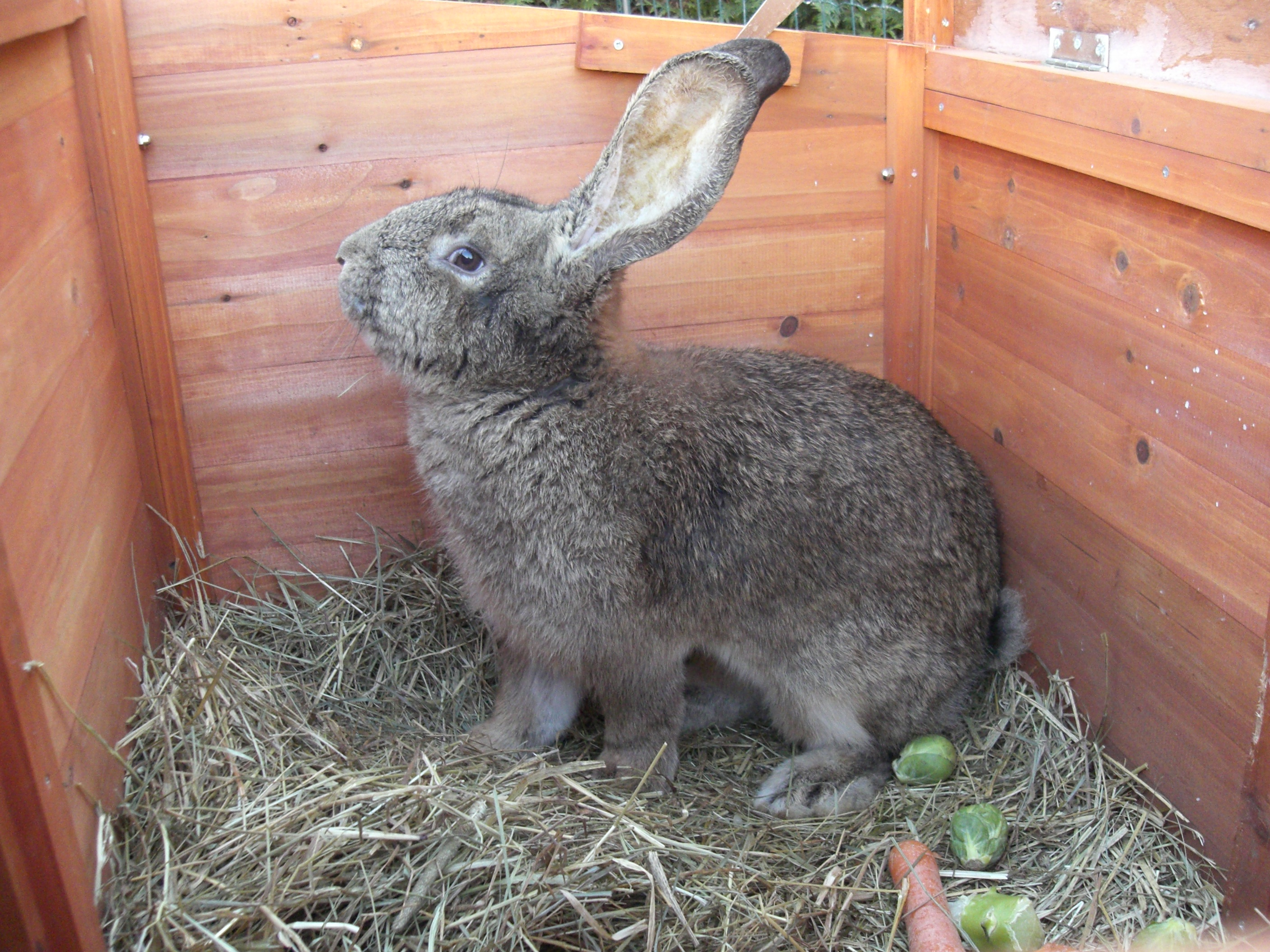
Lapin Géant des Flandres âgé de six mois.

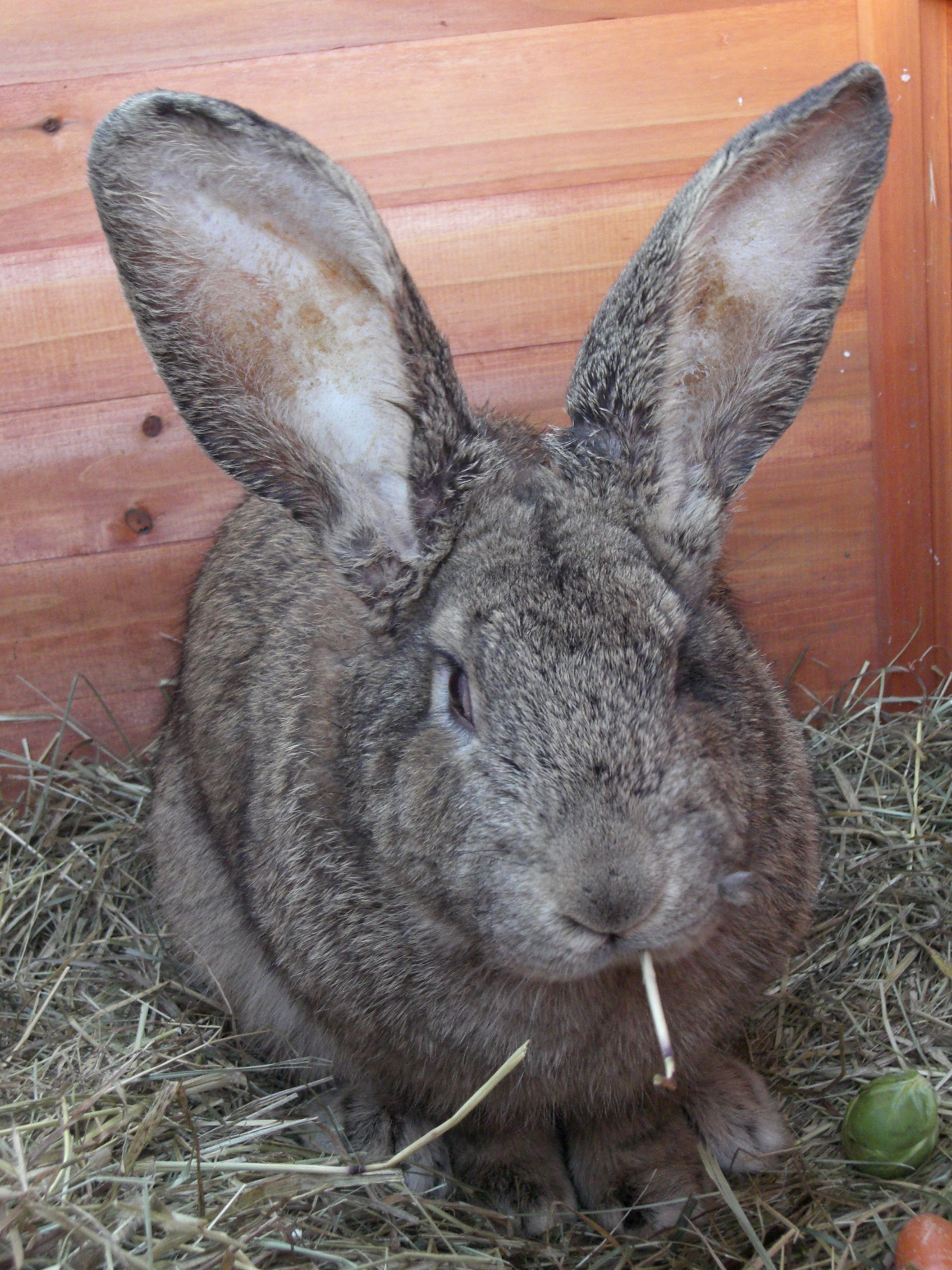
Lapin Géant des Flandres âgé de six mois.

Les soins et besoins alimentaires sont les mêmes que pour tous les lapins domestiques.
Pour des articles plus généraux, voir lapin domestique et Cuniculture.
L'âge idéal de la femelle géant des Flandres pour commencer l'élevage est entre dix et douze mois. La gestation est de 31 jours et elle produit entre sept et dix petits par portée. Un géant des Flandres est capable de vivre à l'extérieur comme à l'intérieur. Il peut vivre dans un clapier à condition d'être à l'abri de la pluie, de la neige ou de la chaleur. À l'intérieur, il est vivement conseillé de les faire vivre en liberté ou dans un parc adapté (enclos). Un lapin domestique doit pouvoir se lever, s'amuser et se dégourdir les pattes aisément. On associe souvent le comportement d'un lapin en liberté à celui d'un chat.